# Marvin Knoll
Marvin Knoll (* 5. Dezember 1990 in Berlin) ist ein deutscher Fußballspieler, der zuletzt beim MSV Duisburg unter Vertrag stand.

## Karriere

### Vereine
Knoll spielte zunächst für mehrere Jugendmannschaften aus Berlin-Spandau, bevor er im Juli 2004 in die Nachwuchsabteilung von Hertha BSC wechselte. Im April 2007 gewann er mit der Poelchau-Oberschule die in Chile ausgetragene Fußball-Schulweltmeisterschaft, wobei er beim 2:1-Sieg im Finale gegen die Auswahl Südafrikas einen Treffer erzielte. Der siegreichen Schülerauswahl gehörten unter anderem auch Knolls Herthaner Mannschaftskameraden Alfredo Morales, Fanol Perdedaj und Kevin Stephan an.
Im August 2008 bestritt Knoll sein erstes Regionalliga-Spiel für die zweite Mannschaft von Hertha BSC. In der Vorbereitung auf die Saison 2010/11 reiste er erstmals mit den Profis ins Sommertrainingslager, konnte sich dort jedoch nicht in den Kader spielen. Dennoch debütierte Knoll am 5. Dezember 2010 (15. Spieltag) für die Herthaer Profimannschaft in der 2. Bundesliga, als er bei der 0:1-Auswärtsniederlage beim TSV 1860 München in der 69. Spielminute für Alfredo Morales eingewechselt wurde. Nachdem er mit Hertha BSC in die 1. Bundesliga aufgestiegen war, wurde Knoll zum Beginn der Saison 2011/12 für ein Jahr an den Zweitliga-Aufsteiger Dynamo Dresden ausgeliehen.
Daraufhin debütierte er am 15. Juli 2011 (1. Spieltag) für Dynamo, als er bei der 1:2-Auswärtsniederlage gegen Energie Cottbus in der Startelf stand. Seinen ersten Pflichtspieltreffer im Dynamo-Trikot erzielte Knoll am 12. August 2011 (4. Spieltag) beim 4:0-Heimsieg über den 1. FC Union Berlin. Für Dresden machte er elf Spiele in der 2. Bundesliga, in denen er ein Tor erzielte. 2012 kehrte er zu Hertha zurück. In der Saison 2012/13, die für Hertha mit dem Aufstieg in die Bundesliga endete, kam Knoll auf sechs Spiele und ein Tor.
Zur Saison 2013/14 wechselte Knoll zum SV Sandhausen, bei dem er einen Vertrag bis zum 30. Juni 2015 unterschrieb. Zuvor hatte er einen Vertrag mit dem MSV Duisburg geschlossen, dieser war nach dem Lizenzentzug für den MSV ungültig geworden. Bei Sandhausen kam er in seiner ersten Saison zu neun Einsätzen, in der Hinrunde 2014/15 spielte er in den Planungen von Trainer Alois Schwartz keine Rolle mehr und kam nur noch zu einem Kurzeinsatz. Im Januar 2015 wechselte er schließlich ablösefrei zum abstiegsgefährdeten Drittligisten SSV Jahn Regensburg. Den Gang in die Regionalliga Bayern konnte Knoll mit Regensburg nicht verhindern, allerdings schaffte er mit dem Jahn in den folgenden beiden Jahren den Durchmarsch in die 2. Bundesliga.
Zur Saison 2018/19 wechselte Knoll zum FC St. Pauli, wo er einen Vertrag bis 2022 unterschrieb. In seinem ersten Jahr war er unangefochtener Stammspieler und stand in 29 Zweitligaspielen in der Startformation. Auch in der Folgesaison und zu Beginn der Saison 2020/21 wurde er noch regelmäßig aufgeboten, nach einer Gelb-Rot-Sperre im Januar 2021 kam er bis zum Saisonende jedoch nur noch zu einem weiteren Pflichtspieleinsatz. In der Hinrunde der Saison 2021/22 spielte Knoll in den Planungen des Trainers Timo Schultz dann keine Rolle mehr, wurde nur an drei Spieltagen in den Spieltagskader berufen und kam dabei nicht zum Einsatz. Für die „Kiezkicker“ stand er insgesamt in 72 Spielen auf dem Rasen, in denen er sechs Tore erzielen konnte.
Im Januar 2022 verließ Knoll den FC St. Pauli und wechselte zum MSV Duisburg in die 3. Liga. Er unterschrieb einen Vertrag bis 2024.

### Nationalmannschaft
Knoll lief zwischen 2006 und 2007 in 15 Länderspielen für die deutsche U-17-Nationalmannschaft, mit der er auch an der U-17-EM 2007 in Belgien teilnahm. Zuletzt war Knoll 2010 Kapitän der von Frank Wormuth trainierten U-20-Auswahl.

## Erfolge
- Schulweltmeister 2007 mit der Poelchau-Oberschule
- Aufstieg in die Bundesliga 2011 und 2013 mit Hertha BSC
- Aufstieg in die 3. Liga 2016 mit Jahn Regensburg
- Aufstieg in die 2. Bundesliga 2017 mit Jahn Regensburg